# Grahame Tharp
Grahame Tharp (* 13. Juli 1912 in Sussex; † unbekannt) war ein britischer Filmregisseur und Filmproduzent im Bereich des Dokumentar- bzw. Dokumentarkurzfilms.

## Karriere
Tharps Karriere begann 1940 Filmgeschäft und gab bei dem Dokumentarkurzfilm Airscrew sein Regiedebüt. Im Jahr darauf war er als Produzent für die Dokumentation über Malaria, die unter dem gleichnamigen Titel veröffentlicht wurde, verantwortlich. Neben weiteren Werken, Dokumentationen in Kurz- bzw. Spielfilmlänge, erhielt er bei der Oscarverleihung 1954 für seine Mitwirkung zu Die Bezwingung des Everest eine Oscarnominierung in der Kategorie „Bester Dokumentarfilm“. Er und seine Kollegen John Taylor und Leon Clore mussten sich dem Beitrag Die Wüste lebt von Walt Disney und James Algar geschlagen geben. Seine Mitwirkung bei dem Film Virgin Island von Pat Jackson und mit John Cassavetes und Sidney Poitier in den Hauptrollen, war seine einzige Beteiligung an einem Spielfilm außerhalb der Gattung Dokumentarfilm.

## Filmografie
- 1940: Airscrew (Kurzfilm)
- 1941: Malaria (Kurzfilm)
- 1942: Naval Operations (Kurzfilm)
- 1950: Cricket (Kurzfilm)
- 1950: Wealth of the World: Oil (Kurzfilm)
- 1952: Fire Risks with Underground Conveyors (Kurzfilm)
- 1953: Die Bezwingung des Everest (The Conquest of Everest)
- 1955: Tensing’s Country (Kurzfilm)
- 1958: Virgin Island